# (612051) 1997 SZ10
(612051) 1997 SZ10 est un objet transneptunien faisant partie des twotinos.

## Découverte
(612051) 1997 SZ10 a été découvert le 24 septembre 1997 par David Jewitt.

## Orbite
Il possède un aphélie de 65,819 UA et un périhélie de 30,578 UA. À son périhélie, il se trouve aussi près du Soleil que Neptune. Il tourne autour du Soleil en 334,62 ans.